# 퉁뤄향

퉁뤄 향의 위치

퉁뤄향(한국어: 동라향, 중국어: 銅鑼鄉, 병음: Tóngluó Xiāng)은 중화민국 먀오리 현의 향이다. 넓이는 78.3805km2이고, 인구는 2015년 8월 기준으로 18,762명이다.

## 지리
열대 몬순 기후로 온난 다우하며 비는 주로 5월부터 9월 사이에 집중된다.

## 교통
- 타이완 철로관리국 타이중 선
- 국도 1호선